# Biezelinge
Biezelinge est un village de la commune néerlandaise de Kapelle (Zélande).
Le village est séparé de Kapelle par une ligne de chemin de fer. Il y a une gare desservant les deux villages.
Autrefois, le village possédait un port relié à l'Escaut occidental qui a été comblé en 1717 et est de nos jours une place de marché.
À l'est de Biezelinge se trouvait sur une partie plus haute de la région le couvent Jeruzalem. Les fondations ont été fouillées, mais il y a plus rien d'intact. L'endroit est depuis plusieurs générations utilisé comme terre cultivable par la famille De Roo.
Les sociétés Hapro (solariums) et Coroos (conserves) ont leur implantation principale dans le village.

## Personnalité native de Biezelinge
- Willem Christiaan de Crane (1745-1816), homme politique néerlandais
- Jan Peter Balkenende, ministre-président des Pays-Bas

## Images

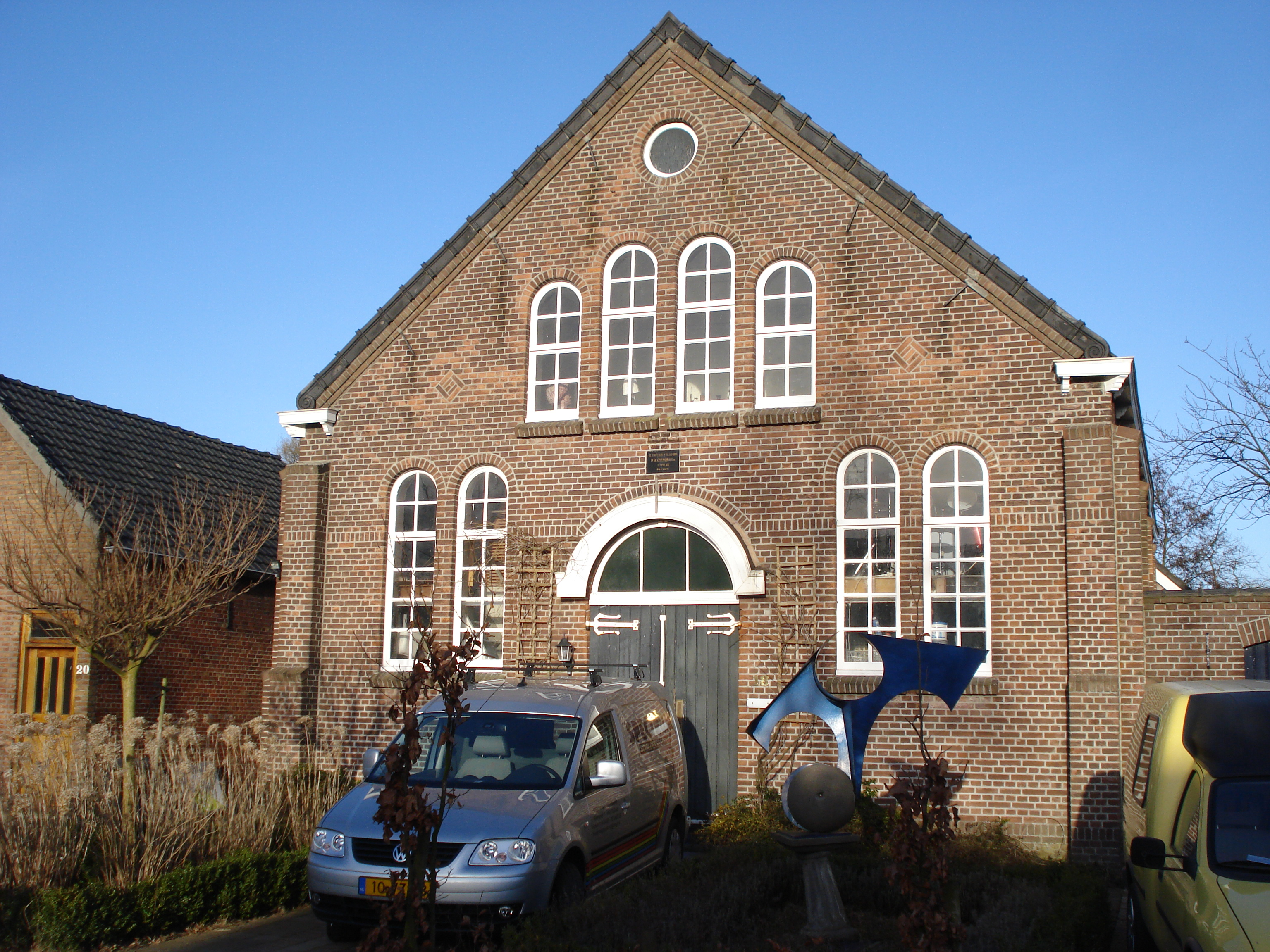
Biezelinge l'ancienne 'Nieuwe kerk' (fr:Nouvelle église)
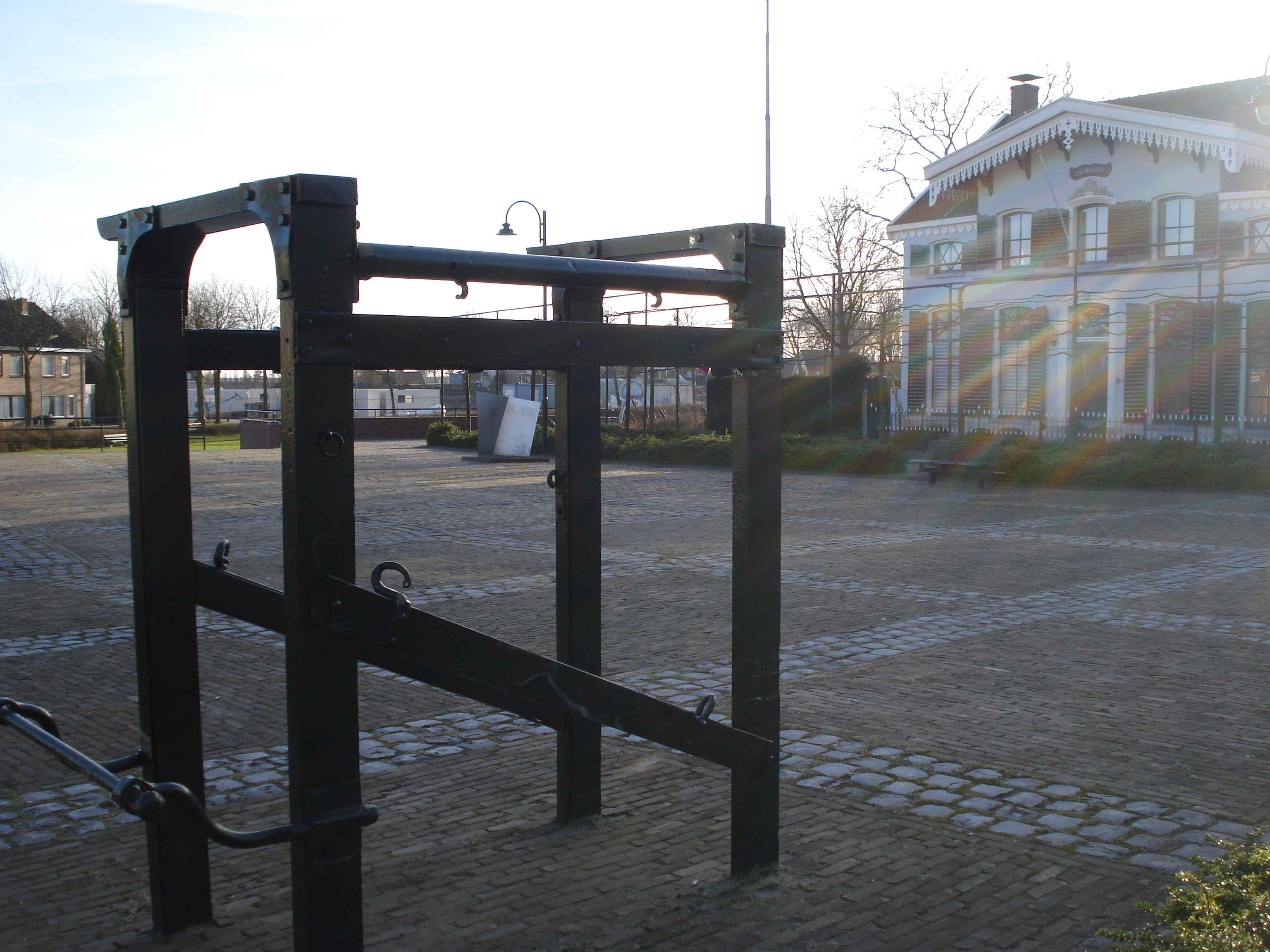
Biezelinge, place de la marché avec travail
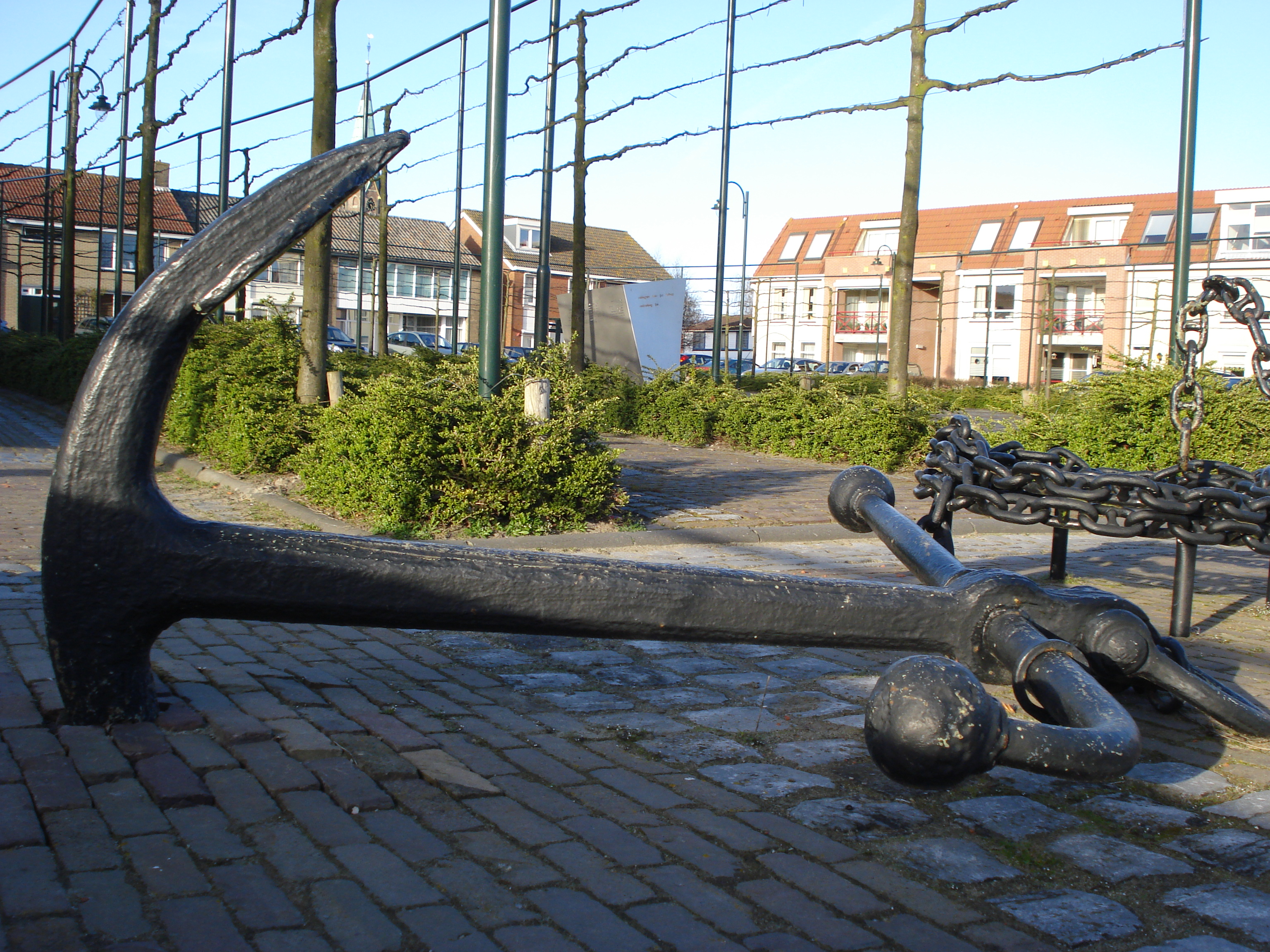
Biezelinge, ancre sur la place de la marché, ancien port
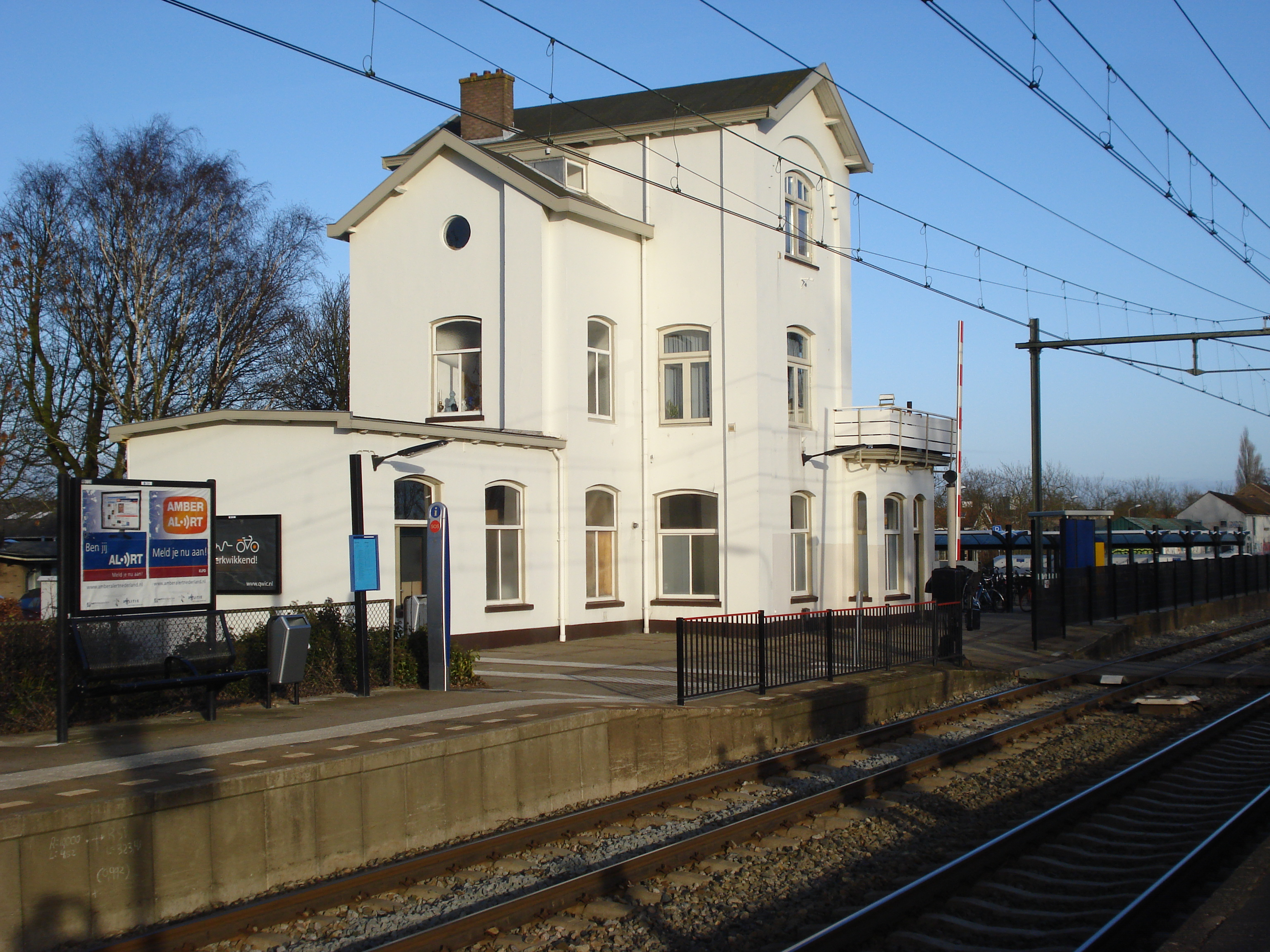
Gare de Kapelle-Biezelinge